# Croixanvec
Croixanvec (Kroeshañveg trong tiếng Bretagne) là một xã ở tỉnh Morbihan trong vùng Bretagne tây bắc Pháp. Xã này có diện tích 6,09 km², dân số năm 1999 là 164 người. Khu vực này có độ cao từ 108-162 mét trên mực nước biển.
Cư dân của Croixanvec danh xưng trong tiếng Pháp là Croixanvequois.